# Il barbiere pasticciere
Il barbiere pasticciere (브레드 이발소?, Beuledeu ibalsoLR in coreano), è una serie animata sudcoreana realizzata in computer grafica e prodotta da Monster Studio.
In Corea del Sud la serie tv va in onda dal 3 gennaio 2019 sulla rete KBS1 mentre in Italia va in onda dal 15 agosto 2020 sulla rete K2.

## Trama
A Seul, nei cassetti di un forno c'è la Città del Forno, dove abitano Pan Barbiere, Wilk, Choco e Salsiccia. 
A Città del Forno abitano prodotti antropomorfi e vengono narrate le avventure di Pan Barbiere, una fetta di pane che lavora come parrucchiere nel suo locale con l'aiuto dei suoi assistenti Choco, un pasticcino al cioccolato, e Wilk, un cartone del latte e Salsiccia, un cane che assomiglia a una salsiccia.

## Personaggi
Pan Barbiere: È una fetta di pane raffermo, miglior barbiere di Città del Forno. Di solito è egoista, avido, irascibile e superbo, ma a volte sa dimostrare il suo lato più umano nei confronti degli altri. Gestisce la bottega di cui in passato era dipendente del suo maestro Pan Fagiolo ed è famoso per le sue meravigliose acconciature a base di cibo, soprattutto frutta. Anche se Wilk gli vuole bene, gli rimprovera spesso.
Choco: Cupcake al cioccolato, Choco è la cassiera della bottega. Spesso è svogliata e burbera, e soprattutto dimostra di non amare il suo lavoro, ma sa impegnarsi ed essere precisa. Aveva alcune difficoltà in matematica, risolte grazie a un maestro del sistema numerico duodecimale in un episodio della terza stagione. Prova inoltre una certa antipatia nei confronti di Pan Barbiere e rifiuta ogni corteggiamento.
Wilk: Wilk è l'aiutante di Pan Barbiere e il tuttofare della bottega. A differenza degli altri cartoni del latte riporta una scritta sbagliata, "Wilk" invece di "Milk". È dolce, sensibile, umile, gentile ed estroverso. Ama la serie "Cavalier Ciambella" e vuole bene a Pan Barbiere nonostante tutto, anche se viene spesso rimproverato da lui. È il miglior amico nonché proprietario di Salsiccia. Ha una cotta per Choco. E a volte è un po' goffo, distratto, svogliato e combina-guai.
Salsiccia: È un pezzo di salsiccia diventato la mascotte della bottega, nonostante l'iniziale avversione di Pan Barbiere. A differenza degli altri personaggi non parla, ma abbaia e cammina a quattro zampe, rendendolo a tutti gli effetti una specie di cagnolino domestico. È anche un grande giocatore di scacchi accaduto in un episodio della prima stagione. Wilk ne è il proprietario e l'amico.
Patato: Patato è l'antagonista della storia. Anche lui è un barbiere, proprietario della bottega Gamjachib ibalso. È molto antipatico e ostile nei confronti di Pan Barbiere, la cui bottega è davanti alla sua, ed è molto invidioso della sua fama. Ha inventato una macchina del tempo e un robot abile a fare i conti accaduti in due episodi della terza stagione. Raramente dimostra atteggiamenti minimamente umani.

## Episodi
| Stagioni         | Episodi | Prima TV Corea del Sud | Prima TV Italia |
| ---------------- | ------- | ---------------------- | --------------- |
| Prima stagione   | 40      | 3 gennaio 2019         | 15 agosto 2020  |
| Seconda stagione | 26      | 2021                   | 2022            |
| Terza stagione   | 20      | 2022                   | 2023            |
| Quarta stagione  | 22      | 2023                   | 8 dicembre 2024 |

## Doppiaggio
| Personaggio                   | Doppiatore italiano                                                |
| ----------------------------- | ------------------------------------------------------------------ |
| Pan Barbiere                  | Francesco Mei                                                      |
| Wilk                          | Andrea Oldani                                                      |
| Choco                         | Benedetta Ponticelli                                               |
| Patato                        | Mario Zucca                                                        |
| Cornetto                      | Dario Oppido                                                       |
| Pan Crosta                    | Oliviero Corbetta                                                  |
| Salsiccia                     | Marcella Silvestri                                                 |
| Pan Treccia                   | Ivo De Palma (1ª voce) Paolo Marchese (2ª voce)                    |
| Ciambella (Azzurra)           | Federico Zanandrea                                                 |
| Cupcake (Viola con carta blu) | Emanuela Pacotto                                                   |
| Tortino                       | Stefano Albertini                                                  |
| Nonna Pane                    | Caterina Rochira                                                   |
| Pop-Corn                      | Simone D'Andrea                                                    |
| Pan Fagiolo                   | Luca Ghignone (1ª voce) Donato Sbodio (1° voce) Maurizio Scattorin |
| Baguette                      | Roberto Accornero                                                  |
| Cacio                         | Giuseppe Calvetti                                                  |
| Burger                        | Cesare Rasini                                                      |
| Bagel                         | Antonio Paiola                                                     |

## Produzione
Il barbiere pasticciere è stato prodotto dalla casa editrice sudcoreana Monster Studio.

## Distribuzione
La serie animata viene trasmessa in Corea del Sud su KBS1 dal 3 gennaio 2019. A livello internazionale è stata distribuita in streaming sulle piattaforme Netflix e Prime Video, mentre in Italia la serie è uscita in streaming il 15 agosto 2020 su Netflix ed è andata in onda su K2 dal 9 novembre seguente.